# Can Coll (Riells del Fai)
Can Coll era una masia del poble de Riells del Fai, en el terme municipal de Bigues i Riells, a la comarca catalana del Vallès Oriental.
Les seves restes es troben a l'extrem nord-est del terme municipal, en el vessant de ponent del Puiggraciós, a l'esquerra del torrent del Pollancre i a prop i a ponent del Collet de Can Tripeta. Queda també al sud de Can Berga Vell i al sud-oest de Can Carbassot.
Malgrat la seva pertinença al terme municipal de Bigues i Riells, no pertanyia a cap de les dues parròquies d'aquest terme, sinó a la veïna parròquia de Sant Pau de Montmany, pertanyent al Figueró i Montmany.
Es tractava d'una construcció popular del segle xviii.
Està inclosa en el Catàleg de masies i cases rurals de Bigues i Riells.